# Збаражский городской совет
Збаражский городской совет (укр. Збаразька міська рада) — входит в состав
Збаражского района
Тернопольской области
Украины.
Административный центр городского совета находится в 
г. Збараж.

## Населённые пункты совета
- г. Збараж